# جون كريستنسن (لاعب كرة قاعدة)
جون كريستنسن (بالإنجليزية: John Christensen)‏ هو لاعب كرة قاعدة أمريكي، ولد في 5 سبتمبر 1960 في داوني في الولايات المتحدة.

## وصلات خارجية
- جون كريستنسن على موقع دوري كرة القاعدة الرئيسي (الإنجليزية)
- جون كريستنسن على موقعبيزبول رفرنس.كوم (الدوري الرئيسي) (الإنجليزية)
- جون كريستنسن على موقعبيزبول رفرنس.كوم (الدوري الثانوي) (الإنجليزية)
- جون كريستنسن على موقع إي إس بي إن.كوم (أم.أل.بي) (الإنجليزية)
- جون كريستنسن على موقع مشجعي الرسوم البيانية (الإنجليزية)